# Mark Knowles
Mark Knowles (født 4. september 1971 i Nassau) er en bahamansk tennisspiller som har deltaget i fem olympiske lege: 1992 i Barcelona, 1996 i Atlanta, 2000 i Sydney,
2004 i Athen og 2008 i Beijing.
Knowles har vundet fire Grand Slam-titler, tre i double sammen med canadiske Daniel Nestor og en i mixed double sammen med Anna-Lena Grönefeld.

## Grand Slam-titler
- Australian Open:
  - Double menn: 2002 (sammen med Daniel Nestor)
- US Open:
  - Double menn: 2004 (sammen med Daniel Nestor)
- French Open:
  - Double menn: 2007 (sammen med Daniel Nestor)
- Wimbledon:
  - Mixeddouble 2009 (sammen med Anna-Lena Grönefeld)